# Iovinus (Heermeister)

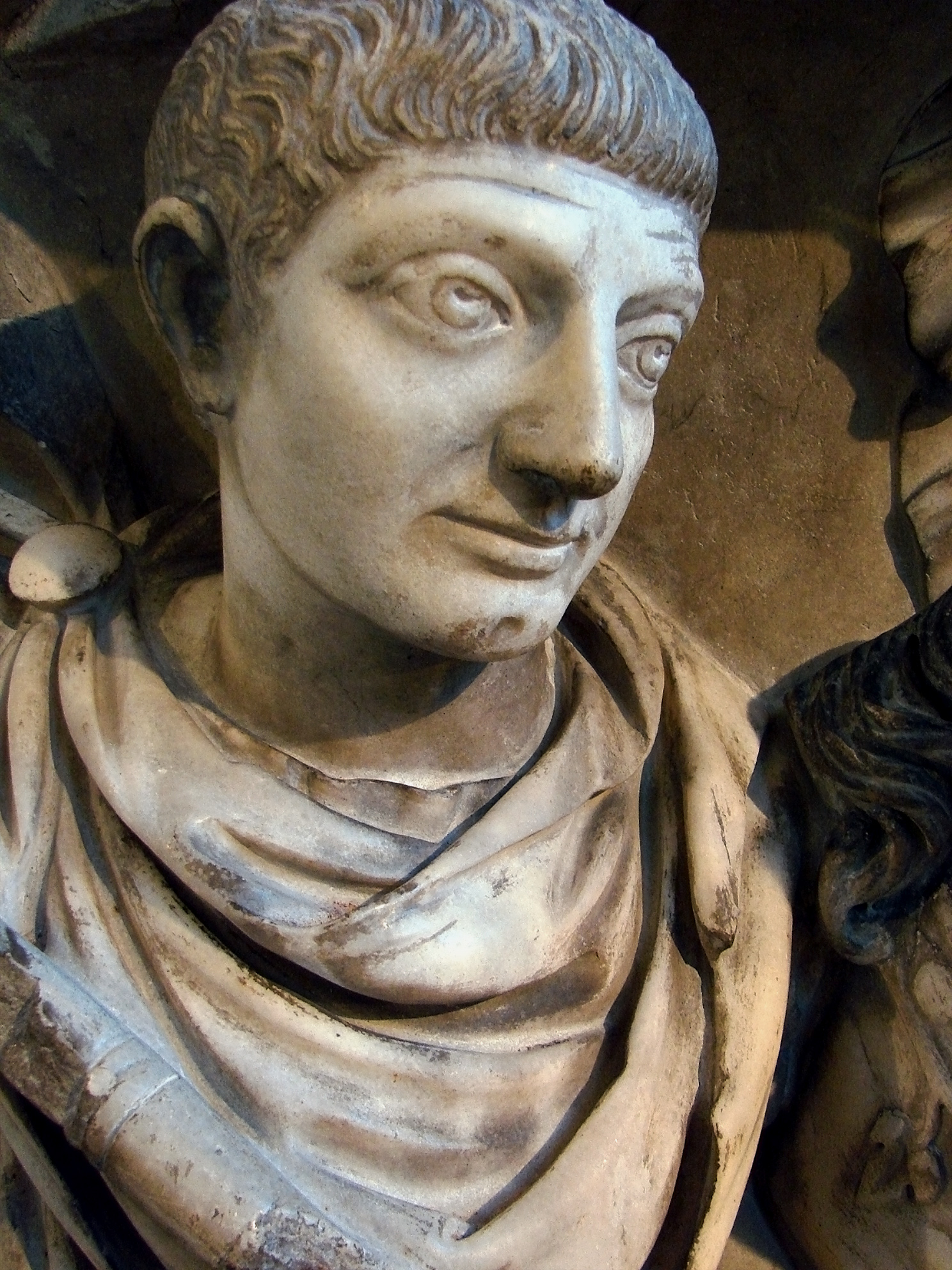
Porträtskulptur des Iovinus auf seinem Marmorsarkophag im Musée Saint-Remi in Reims

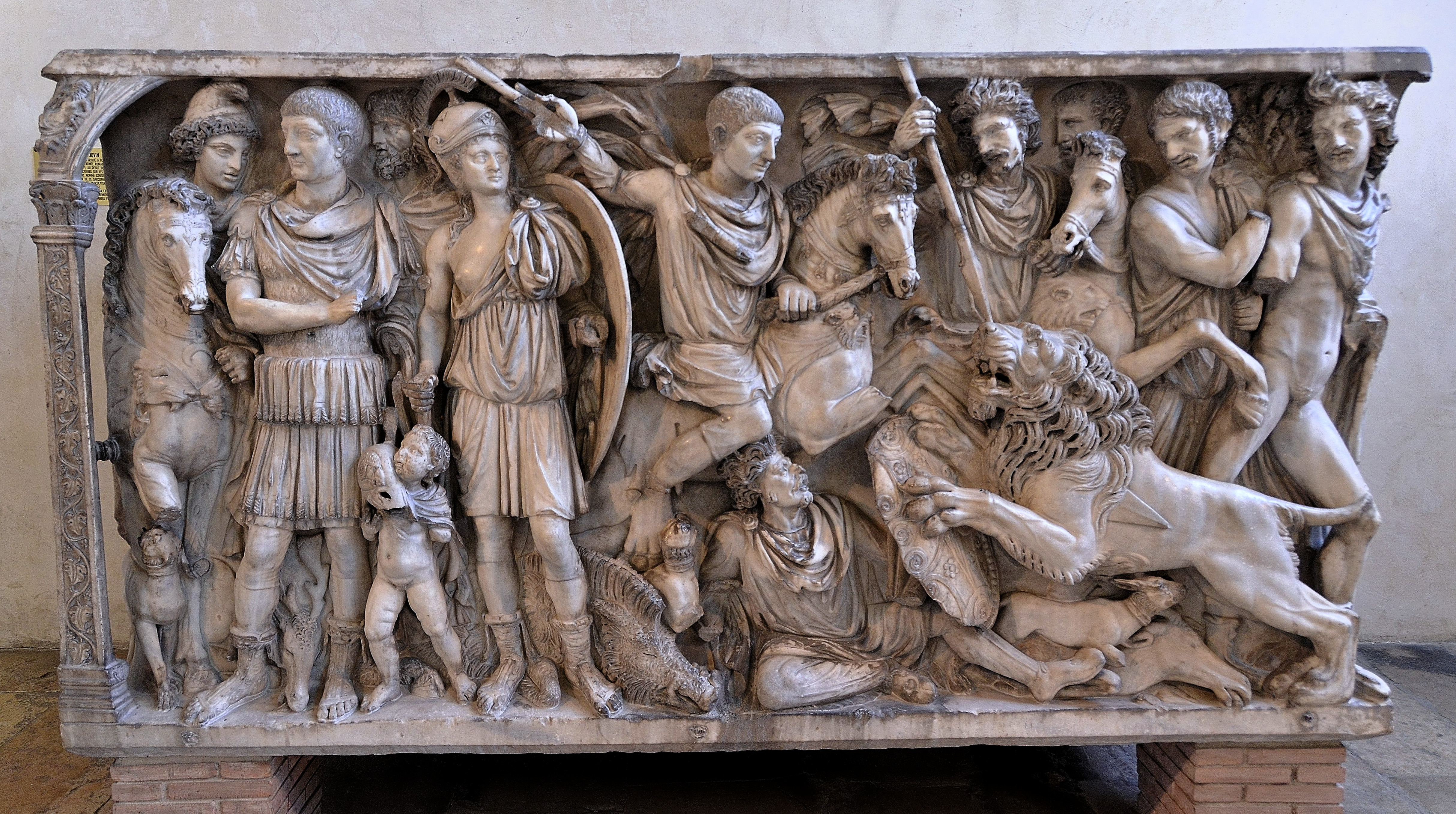
Iovinus, hier in der Mitte als Reiter dargestellt, brachte den reich verzierten Sarkophag aus Rom nach Durocortorum (Reims) und ließ dort sein Bildnis einsetzen.

Flavius Iovinus (bezeugt von 361 bis 369) war ein römischer Heermeister. Er war Konsul des Jahres 367.
Iovinus begegnet in den Quellen (genauer dem Geschichtswerk des Ammianus Marcellinus) zuerst 361, als er als magister equitum (Heermeister der Kavallerie) in der Armee Julians Aquileia belagern sollte, das zum gerade verstorbenen Kaiser Constantius II. hielt. Bald wurde er jedoch abberufen und zum magister equitum für Illyrien ernannt. In dieser Funktion war er – gemeinsam mit seinen Heermeisterkollegen Arbitio und Nevitta sowie den Prätorianerpräfekten Mamertinus und Salutius – einer der Richter bei den Prozessen in Chalcedon, in denen enge Anhänger des Constantius wie Paulus Catena und der Kämmerer Eusebius verurteilt wurden.
363 diente er als Heermeister in Gallien. Als Julian 363 bei einem Persienfeldzug starb, wollte dessen Nachfolger Jovian Iovinus zunächst durch Malarich ersetzen, einen hohen Offizier der Palastgarde (tribunus scholae Gentilium), dieser lehnte das Amt jedoch ab. Als Iovinus dem neuen Kaiser die Gefolgschaft der gallischen Armee meldete, wurde er deshalb doch als magister militum per Gallias bestätigt. Dieses Amt bekleidete er auch unter Valentinian I. und Valens. 366 besiegte er die Alamannen an der oberen Mosel, im folgenden Jahr amtierte er als Konsul. 369 wurde er nach Britannien geschickt, um einen Aufstand niederzuschlagen. Kurz darauf wurde er als magister militum per Galliam durch Flavius Theodosius abgelöst.
Iovinus war Christ und war der Erbauer der Kirche St. Agricola in Reims, in der er sich in einem prachtvollen Sarkophag begraben ließ, der mitsamt der Grabinschrift erhalten geblieben ist. Eine seiner weiblichen Nachkommen war mit dem gallischen Philosophen Consentius verheiratet. Nach Iovinus ist in Reims eine Straße benannt. Auch der Ortsname Joinville soll auf seinen Namen zurückgehen.